# Agarista laetior
Agarista laetior är en fjärilsart som beskrevs av Gustaaf Hulstaert 1924. Agarista laetior ingår i släktet Agarista och familjen nattflyn. Inga underarter finns listade i Catalogue of Life.